# Tracy Wilson
Tracy Wilson, po mężu Kinsella (ur. 25 września 1961 w Lachine) – kanadyjska trenerka i choreografka łyżwiarstwa figurowego specjalizująca się w konkurencji solistów i solistek, a wcześniej łyżwiarka figurowa, startująca w parach tanecznych z Robertem McCallem. Brązowa medalistka igrzysk olimpijskich z Calgary (1988) i uczestniczka igrzysk olimpijskich (1984), 3-krotna brązowa medalistka mistrzostw świata (1986–1988) oraz 7-krotna mistrzyni Kanady (1982–1988).
W 1988 roku Wilson i McCall zdobyli pierwszy medal olimpijski dla Kanady w konkurencji par tanecznych.

## Życiorys
Po zakończeniu kariery amatorskiej w 1988 r., Wilson i McCall przez kolejne dwa lata występowali w zawodach profesjonalistów, zdobywając tytuł mistrzów świata profesjonalistów w 1990 roku. Para występowała także w rewiach łyżwiarskich m.in. Stars On Ice. Na początku 1990 roku u McCalla zdiagnozowano AIDS, a jego stan zdrowia uległ pogorszeniu. Pomimo ówczesnych obaw społeczeństwa co do kontaktu z chorymi, Wilson kontynuowała występy z McCallem, jednak wkrótce musiała przerwać karierę profesjonalną ze względu na ciążę. W 1991 r. Wilson urodziła pierwsze dziecko, a stan zdrowia jej partnera sportowego po raz kolejny uległ pogorszeniu. McCall zmarł 15 listopada 1991 roku, a Wilson zakończyła karierę sportową. Jej ostatnim pokazem był solowy występ podczas rewii ku pamięci Roberta McCalla 21 listopada 1992, w czasie, gdy spodziewała się drugiego dziecka.
W 1987 roku poślubiła Brada Kinsellę. Mają dwóch synów, Shane’a i Ryana, którzy trenowali hokej na lodzie i córkę Emmę.
W 2006 roku Wilson i Brian Orser zostali zatrudnieni przez klub Toronto Cricket, Skating and Curling Club, aby rozwinąć miejscowy program łyżwiarski. Wilson i Orser zdecydowali się zostać w Toronto i szkolą tam zarówno dzieci, jak i łyżwiarzy figurowych rywalizujących na arenie międzynarodowej. Do ich uczniów należą: Yuzuru Hanyū, Jewgienija Miedwiediewa, Cha Jun-hwan i Jason Brown.

## Osiągnięcia

### Z Robertem McCallem

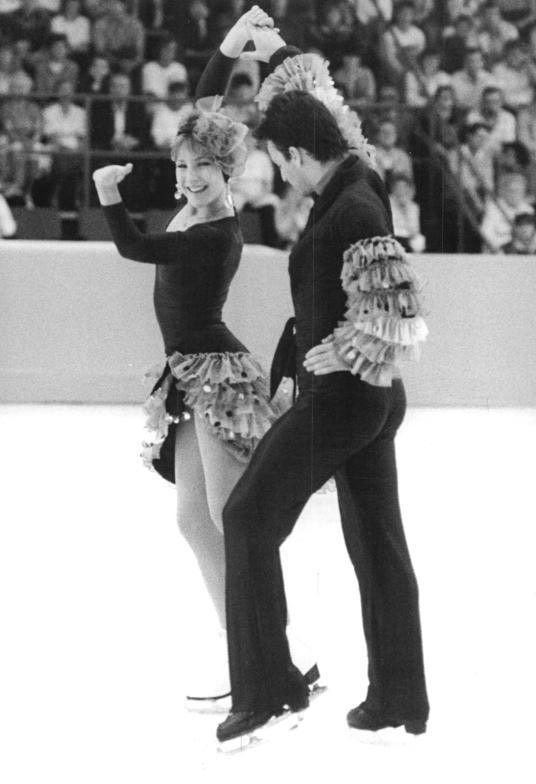
Wilson i McCall na mistrzostwach świata 1985

| Zawody                     | 81–82          | 82–83          | 83–84          | 84–85          | 85–86          | 86–87          | 87–88          |                |                |                |                |                |                |                |                |                |                |
| Międzynarodowe             | Międzynarodowe | Międzynarodowe | Międzynarodowe | Międzynarodowe | Międzynarodowe | Międzynarodowe | Międzynarodowe | Międzynarodowe | Międzynarodowe | Międzynarodowe | Międzynarodowe | Międzynarodowe | Międzynarodowe | Międzynarodowe | Międzynarodowe | Międzynarodowe | Międzynarodowe |
| -------------------------- | -------------- | -------------- | -------------- | -------------- | -------------- | -------------- | -------------- | -------------- | -------------- | -------------- | -------------- | -------------- | -------------- | -------------- | -------------- | -------------- | -------------- |
| Igrzyska olimpijskie       |                |                | 8              |                |                |                | 3              |                |                |                |                |                |                |                |                |                |                |
| Mistrzostwa świata         | 10             | 6              | 6              | 4              | 3              | 3              | 3              |                |                |                |                |                |                |                |                |                |                |
| Novarat Trophy             |                |                |                |                |                | 1              |                |                |                |                |                |                |                |                |                |                |                |
| Prague Skate               | 4              |                |                |                |                |                |                |                |                |                |                |                |                |                |                |                |                |
| Skate Canada International |                | 2              | 1              |                |                |                | 1              |                |                |                |                |                |                |                |                |                |                |
| St. Ivel International     |                | 4              |                | 1              |                |                |                |                |                |                |                |                |                |                |                |                |                |
| Ennia Challenge Cup        | 3              |                | 3              |                |                |                |                |                |                |                |                |                |                |                |                |                |                |
| Krajowe                    |                |                |                |                |                |                |                |                |                |                |                |                |                |                |                |                |                |
| Mistrzostwa Kanady         | 1              | 1              | 1              | 1              | 1              | 1              | 1              |                |                |                |                |                |                |                |                |                |                |

### Z Markiem Stokesem
| Zawody             | 79–80          | 80–81          |                |                |                |                |                |                |                |                |                |                |                |                |                |                |                |
| Międzynarodowe     | Międzynarodowe | Międzynarodowe | Międzynarodowe | Międzynarodowe | Międzynarodowe | Międzynarodowe | Międzynarodowe | Międzynarodowe | Międzynarodowe | Międzynarodowe | Międzynarodowe | Międzynarodowe | Międzynarodowe | Międzynarodowe | Międzynarodowe | Międzynarodowe | Międzynarodowe |
| ------------------ | -------------- | -------------- | -------------- | -------------- | -------------- | -------------- | -------------- | -------------- | -------------- | -------------- | -------------- | -------------- | -------------- | -------------- | -------------- | -------------- | -------------- |
| Nebelhorn Trophy   |                | 8              |                |                |                |                |                |                |                |                |                |                |                |                |                |                |                |
| Krajowe            |                |                |                |                |                |                |                |                |                |                |                |                |                |                |                |                |                |
| Mistrzostwa Kanady | 1 J            |                |                |                |                |                |                |                |                |                |                |                |                |                |                |                |                |

## Nagrody i odznaczenia
- BC Summer Swimming Association Pool of Fame – 2005
- Skate Canada Hall of Fame – 2003
- Richmond Hill Sports Hall of Fame – 1999
- BC Sports Hall of Fame – 1991
- Canada's Walk of Fame – 1989
- Order Kanady – Członek (Member) – 1988[3]